# Matna fallax
Matna fallax är en stekelart som beskrevs av Boucek 1988. Matna fallax ingår i släktet Matna och familjen kragglanssteklar. Inga underarter finns listade i Catalogue of Life.